# Augusta (Maine)
Augusta és la capital de l'estat de Maine i la seu del comtat de Kennebec als Estats Units. Té una població de 18.560 habitants segons estimacions de 2006.

## Història
L'àrea va ser explorada per primera vegada per membres de la colònia Popham al setembre de 1607. El 1629 membres de la colònia Plymouth van fundar un establiment comercial a la vora del riu Kennebec. El poblat va ser conegut pel seu nom indígena, Cushnoc (o Coussinoc o Koussinoc), que significa "cap de corrent". El comerç de cuir va ser rendible durant un temps, però amb les rebel·lions indígenes i escassos ingressos, la colònia Plymouth va vendre els seus territoris de Kennebec el 1661. Cushnoc va romandre abandonat durant els 75 anys que va durar la Guerra Franco-Indígena.
Un niu d'hostilitat Abenaki cap a les colònies britàniques va ser localitzat prop de Kennebec a Norridgewock. El 1722, la tribu i els seus aliats van atacar el fort Richmond (avui dia Richmond) i van destruir Brunswick. Com a resposta, Norridgewock va ser saquejada el 1724 durant la Guerra de Dummer, quan les forces angleses van obtenir el control sobre Kennebec. El 1754, un fortí anomenat fort Western (avui dia el fort de fusta més antic dels Estats Units), va ser construït a Cushnoc. El seu propòsit era servir com dipòsit per al fort Halifax, a més de protegir la regió. El 1775, Benedict Arnold i les seves 1.100 tropes van utilitzar el fort Western com lloc de preparació abans de dirigir-se a Kennebec a la Batalla de Quebec.
Cushnoc va ser incorporat com a part de Hallowell el 1771. Conegut com "el fort", va ser incorporat per la Cort General de Massachusetts al febrer de 1797 amb el nom de Harrington. No obstant això, a l'agost el nom va ser canviat a Augusta en honor d'Augusta Dearborn, filla de Henry Dearborn. El 1799, es va convertir en la seu de l'acabat de crear comtat de Kennebec. Maine es va convertir en estat el 1820, i Augusta en va ser designada capital el 1827. No obstant això, l'Assemblea Legislativa de Maine va continuar reunint-se a Portland fins que el 1832 es va acabar de construir la Casa de Govern de Maine, a partir dels dissenys de Charles Bulfinch. Augusta va ser reconeguda com a ciutat el 1849.
El 1837 va ser construïda una represa al riu Kennebec, i 10 serradors el 1838. Després de la construcció del ferrocarril de Kennebec i Portland el 1851, Augusta es va convertir en una ciutat fàbrica. El 1883, la propietat de A. & W. Spague Company va ser comprada per la Companyia Manufacturera Edwards, que va crear diverses fàbriques amb la finalitat de produir teles de cotó. Altres empreses d'Augusta van produir fusta, finestres, portes, mànecs d'escombra, sabates, làpides, gel i mobles. La ciutat es va desenvolupar com un centre editorial i marítim. Avui dia, el govern i l'educació superior són els seus sectors econòmics més importants.

## Geografia
Augusta és la capital d'estat més oriental dels Estats Units. Segons l'Oficina del Cens dels Estats Units, la ciutat té una àrea total de 150,9 km²: 143,4 km² corresponen a terra i 7,5 km² (4,98% del total) és aigua. Augusta està situada al costat del riu Kennebec.

## Demografia
Segons el cens de 2000, a la ciutat hi havia 24.260 habitants, 8.565 llars i 4.607 famílies. La densitat de població era de 129,4 hab./km². Hi havia 9.480 habitatges en una densitat mediana de 66,1/km². La conformació racial de la ciutat era de 95,21% blancs, 0,50% afroamericans, 0,35% asiàtics, 0,01% insulars del Pacífic, 0,16% d'altres races i 3% de dues o més.
Hi havia 8.565 llars, de les quals el 24,3% tenia nens menors de 18 anys, el 39,1% eren parelles casades vivint junts, el 10,9% eren sustentats per una dona, i el 46,2% no eren famílies. El 38,3% del total eren habitats per una sola persona i el 14,2% tenia a una persona més gran de 65 anys vivint sola. La grandària mitjana d'una llar era de 2,10 membres i el d'una família 2,77.
El 20,5% de la població era menor de 18 anys, el 8,7% tenia entre 18 i 24, el 28,3% entre 25 i 44, el 24,8% entre 45 i 64, i el 17,7% era major de 65 anys. L'edat mitjana era 40 anys. Per cada 100 dones hi havia 89,9 homes. Per cada 100 dones majors de 18 anys hi havia 87,5 homes.
L'ingrés mitjà per llar era de 25.921$ i 42.230$ per família. Els homes tenien un ingrés mitjà de 31.209$ en comparança a 22.548$ de les dones. L'ingrés per capita de la ciutat va ser de 14.145$. Prop del 14,4% de les famílies i el 19% de la població estaven sota la línia de pobresa, incloent el 26,2% dels menors de 18 anys i l'11,8% dels majors de 65.